# Église Saint-Pierre de Quistinic
Pour les articles homonymes, voir Église Saint-Pierre.
L'église Saint-Pierre est une église catholique située à Quistinic, en France.

## Localisation
L'église est située dans le département français du Morbihan, sur la commune de Quistinic. Elle est associée à la chapelle Saint-Mathurin (nom en référence à la communauté parisienne des Mathurins qui s'établit à Quistinic au XVIIe siècle et est à l'origine de sa construction), centre d'un pèlerinage et d'un grand pardon qui a lieu le deuxième dimanche de mai.

## Historique
Une entrée du registre paroissial de Quistinic signale que le "jour neuvième de janvier mille sept cent trente cinq environ les sept heures du soir & second dimanche du mois un houragan (sic) renversa l'église paroissiale de Quistinicq".
L'actuelle église Saint-Pierre de Quistinic est donc construite de 1749 à 1752, afin de rendre au bourg une église paroissiale fonctionnelle. La première pierre en est posée le 2 mars 1749, toujours selon le témoignage des registres paroissiaux, où la cérémonie est mentionnée. A la fin des travaux en 1752, une cérémonie de bénédiction est réalisée le 13 février. La dédicace de l'église à saint Pierre est alors indiquée.
L'édifice est inscrit au titre des monuments historiques en 1928.